# Johanna Schaller
Johanna Schaller (senare Klier), född den 13 september 1952, Artern, DDR är en tysk före detta friidrottare som under 1970-talet och 1980-talet tävlade för Östtyskland på 100 meter häck.
Schaller tävlade i början även i höjdhopp och femkamp men på grund av en skada i handen fick hon avsluta dessa grenar. Hon gifte sig 1976 med friidrottaren Martin Klier.
Schallers främsta meriter kom vid de olympiska spelen 1976 och 1980. Vid olympiska sommarspelen 1976 vann Schaller guld en hundradel före sovjetiskan Tatjana Anisimova. Schaller följde upp segern genom att vinna EM-guld 1978 i Prag. Även denna gång slutade Anisimova tvåa. Samma år vann Schaller även inomhus EM på 60 meter häck. 
Hennes sista större mästerskap var olympiska sommarspelen 1980 i Moskva där hon slutade på andra plats slagen av hemmalöparen Vera Komisova. 
Hennes personliga rekord på 100 meter häck blev 12,56. Hon var även östtysk mästare på 100 meter häck åren 1976, 1977, 1978 och 1980.
Efter karriären blev Schaller lärare. Hon har även administrativa uppgifter i regionala sportföreningar i Thüringen.